# Levantamiento de Enero
El Levantamiento de Enero (en polaco: powstanie styczniowe, en lituano: 1863 m. sukilimas, en bielorruso: Паўстанне 1863-1864 гадоў) fue un levantamiento en la antigua República de las Dos Naciones (actual Polonia, Lituania, Bielorrusia, Letonia, partes de Ucrania y Rusia occidental) contra el Imperio ruso. Comenzó el 22 de enero de 1863 y duró hasta que los últimos insurgentes fueron capturados en 1864.
El levantamiento comenzó como una protesta espontánea de los jóvenes polacos contra el reclutamiento para el Ejército Imperial Ruso. Pronto se unieron oficiales de alto rango polaco-lituanos y varios políticos. Los insurrectos, muy inferiores en número y carentes de apoyo externo, se vieron obligados a recurrir a tácticas de guerra de guerrillas.